# Barbus caninus
Barbus caninus је зракоперка из реда Cypriniformes. 

## Угроженост
Ова врста се сматра угроженом.

## Распрострањење
Ареал врсте је ограничен на две државе. 
Италија и Швајцарска су једина позната природна станишта врсте.

## Станиште
Станишта врсте су планине, речни екосистеми и слатководна подручја. 